# John Dearman
John Dearman, né le 26 mai 1949 à Chicago, Illinois aux États-Unis, est un ancien joueur de basket-ball américain. Également ancien manager général. Il mesure 2,06 m.

## Biographie
John Dearman quitte l'Illinois pour rejoindre Los Angeles et y faire ses études de psychologie. 
Il choisit d'intégrer l'équipe des Utes de l'Utah de l'université de l'Utah de laquelle il devient capitaine en 1972. Il réalise une belle saison individuelle (terminant meilleur rebondeur avec 9,2 prises par match) malgré une saison collective difficile.
Faisant partie de la sélection des meilleurs joueurs du pays, il participe à une tournée en Europe au cours de laquelle, il est remarqué à Villeurbanne. À la suite d'une proposition du président de l'AS Tarare (Rhône), il signe en France.
Durant la saison 1976-1977, l'AS Tarare monte en Nationale I, et Dearman finit meilleur marqueur de la division avec une moyenne de 32,7 points par match. À l'époque, cette moyenne de points était énorme puisque la ligne à 3 points n'existait pas.
En 1992, John rejoint le CSP Limoges en tant que général manager. Le 15 avril 1993, il devient Champion d'Europe en remportant la coupe d'Europe des clubs champions. 
L'histoire limougeaude se termine à la fin de la saison 1999-2000, le CSP Limoges réussit le triplé (champion de France, vainqueur de la coupe Korać et vainqueur de la coupe de France avant de sombrer en Pro B pour des raisons financières. 
Il rebondit au Paris Basket Racing pour deux saisons de 2000 à 2002. Il propulse Tony Parker au poste de meneur titulaire. 
Il prend sa retraite en 2004 après son aventure parisienne avec un palmarès riche en titres.

## Université
- ???? - 1972 :  University of Utah (NCAA)

## Clubs successifs

### En tant que joueur
- 1972 - 1981 :  Tarare (Nationale 1, Nationale 2 et Nationale 3)
- 1981 - 1982 :  Chalon-sur-Saône (Nationale 3)
- 1982 - 1990 :  Montpellier (Nationale 1 A, Nationale 1 B, Nationale 2, et Nationale 3)

### En tant que manager général
- 1992 - 2000 :  CSP Limoges (Pro A)
- 2000 - 2002 :  Paris Basket Racing (Pro A)

## Palmarès

### En tant que joueur
- Meilleur rebondeur de l'université d'Utah en 1972 (9,2 rebonds par match).
- Meilleur marqueur du Championnat de France Nationale 1 en 1977 (32,7 points par match).
- Champion de Nationale 1B : 1988
- Vice-Champion de France de Nationale 3 en 1982.

### En tant que manager général
- Champion d'Europe à Athènes avec le CSP Limoges Coupe d'Europe des clubs champions en 1993.
- Champion de France Pro A (basket-ball) en 1993, 1994 et 2000.
- Vainqueur de la coupe Korać en 2000 avec le CSP Limoges.
- Vainqueur de la coupe de France de basket-ball en 2000 avec le CSP Limoges.